# Eleições gerais em São Cristóvão e Neves em 2004
As eleições gerais de São Cristóvão e Neves de 2004 foram realizadas no dia 24 de outubro. O partido vencedor foi o Partido Trabalhista de São Cristóvão e Neves, o qual obteve mais de 50% dos votos e 7 das 11 cadeiras da Assembleia Nacional do país.

## Resultados
| Partido                                      | % de votos | Assentos na Assembléia |
| -------------------------------------------- | ---------- | ---------------------- |
| Partido Trabalhista de São Cristóvão e Neves | 50,6       | 7                      |
| Movimento de Ação Popular                    | 31,7       | 1                      |
| Movimento dos Cidadãos Responsáveis          | 8,8        | 2                      |
| Partido Reformista de Neves                  | 7,5        | 1                      |
| United National Empowerment Party            | 1,2        | -                      |
| outros                                       | -          | 4                      |
| Total                                        | 99,8       | 15                     |